# Чемпіонат УРСР із шахів 1981 (жінки)
41-й чемпіонат України із шахів серед жінок, що проходив з 8 по 18 квітня 1981 року в Рівному. 
Чемпіонкою України стала 23-річна Наталія Гасюнас з Одеси.

## Загальна інформація
Головний суддя турніру — Л. Островський (міжнародна категорія, Київ).
Змагання проводилися за швейцарською системою у 11 турів за участі 34 шахісток.
Турнір не мав статус відбірного на чемпіонат СРСР, відповідно не всі найкращі взяли у ньому участь. Але ж чемпіонат виявився досить представницьким. У ньому грали чемпіонка України 1979 року та діюча чемпіонка ЦР «Авангард» киянка Олена Титова, срібний призер всесоюзної першості Збройних Сил Марина Нижегородова (Житомир), срібна призерка чемпіонатів України 1975 та 1977 років Наталія Гасюнас, бронзова призерка чемпіонату УРСР 1979 року Вікторія Баранова, а також здібні школярки Ірина Березіна та Людмила Дубіна (обидві — Київ), І. Стешина (Рівне) та інші.
Після 5-го туру лідирували киянки Вікторія Артамонова та Ірина Березіна, Марина Нижегородова, Наталія Гасюнас. У них було по 4 очка. На ½ очка відставали Олена Титова та Вікторія Баранова.
За підсумками 7-го туру попереду була М. Нижегородова — 6½ очка, Н. Гасюнас та В. Артамонова — по 5½ очка, Раїса Фрумкіна — 5, О. Титова та В. Баранова — по 4½ очка.
Після дев'ятого туру лідирували одразу троє: Марина Нижегородова, Вікторія Артамонова та Наталія Гасюнас — по 7½ очка з 9.
Фініш чемпіонату мав виявити, хто з трьох претенденток на перемогу стане чемпіонкою. Найкраще виступила в останніх двох турах одеситка Наталія Гасюнас. Перемігши львів'янку І. Челушкіну та свою землячку Р. Фрумкіну, Наталя Гасюнас з результатом 9½ очка з 11 стала чемпіонкою України.
Доля другого місця вирішувалася лише за додатковим показником. По 9 очок набрали киянка Вікторія Артамонова та Марина Нижегородова з Житомира. Коефіцієнт Бухгольца (72) та кількість перемог (8) у них теж виявилися однаковими. За результатом особистої зустрічі срібна нагорода дісталася Марині Нижегородовій, відповідно бронзова нагорода — Вікторії Артамоновій.
Зі 187 зіграних на турнірі партій — 138 закінчилися перемогою однієї зі сторін (73,8 %), внічию завершилися 49 партій.

## Підсумкова таблиця
| Місце   | Шахістка                    | Місто             | Звання (розряд) |  | + | = | − | Очки |
| ------- | --------------------------- | ----------------- | --------------- |  | - | - | - | ---- |
| Gold    | Наталія Гасюнас             | Одеса             | кмс             |  | 8 | 3 | 0 | 9½   |
| Silver  | Марина Нижегородова         | Житомир           | кмс             |  | 8 | 2 | 1 | 9    |
| Bronze  | Вікторія Артамонова         | Київ              | кмс             |  | 8 | 2 | 1 | 9    |
| 4       | Ірина Челушкіна             | Львів             | кмс             |  | 7 | 0 | 4 | 7    |
| 5 — 9   | Вікторія Баранова           | Харків            | кмс             |  | 4 | 5 | 2 | 6½   |
| 5 — 9   | Ірина Березіна              | Київ              | кмс             |  | 5 | 3 | 3 | 6½   |
| 5 — 9   | Зоряна Пастівнична          | Дніпропетровськ   | кмс             |  | 5 | 3 | 3 | 6½   |
| 5 — 9   | Раїса Фрумкіна              | Одеса             | кмс             |  | 5 | 3 | 3 | 6½   |
| 5 — 9   | Олена Титова                | Київ              | кмс             |  | 4 | 5 | 2 | 6½   |
| 10 — 15 | Ніна Адлер                  | Івано-Франківськ  | 1               |  | 3 | 6 | 2 | 6    |
| 10 — 15 | Валентина Алтухова          | Жданов            | кмс             |  | 4 | 4 | 3 | 6    |
| 10 — 15 | Н. Грималюк                 | Тернопіль         | кмс             |  | 5 | 2 | 4 | 6    |
| 10 — 15 | Ліліана Жукова              | Одеса             | кмс             |  | 4 | 4 | 3 | 6    |
| 10 — 15 | О. Корсунська               | Житомир           | 1               |  | 3 | 6 | 2 | 6    |
| 10 — 15 | С. Мащенко                  | Житомир           | 1               |  | 5 | 2 | 4 | 6    |
| 16 — 17 | Тетяна Метельницька         | Черкаси           | 1               |  | 3 | 5 | 3 | 5½   |
| 16 — 17 | С. Петрова                  | Харків            | кмс             |  | 5 | 1 | 5 | 5½   |
| 18 — 25 | А. Антонова                 | Миколаїв          | 1               |  | 2 | 6 | 3 | 5    |
| 18 — 25 | Людмила Дубіна              | Київ              | 1               |  | 4 | 2 | 5 | 5    |
| 18 — 25 | Н. Калінкіна                | Сімферополь       | 1               |  | 4 | 2 | 5 | 5    |
| 18 — 25 | Л. Лаврентьєва              | Миколаїв          | 1               |  | 5 | 0 | 6 | 5    |
| 18 — 25 | Л. Лопатко                  | Євпаторія         | 1               |  | 4 | 2 | 5 | 5    |
| 18 — 25 | Ж. Салова                   | Ворошиловград     | кмс             |  | 5 | 0 | 6 | 5    |
| 18 — 25 | Тетяна Тьомкіна             | Київ              | 1               |  | 4 | 2 | 5 | 5    |
| 18 — 25 | Людмила Матвієнко (Фоміних) | Дніпропетровськ   | 1               |  | 4 | 2 | 5 | 5    |
| 26 — 27 | Олена Краб                  | Прилуки           | 1               |  | 3 | 3 | 5 | 4½   |
| 26 — 27 | І. Стешина                  | Рівне             | 1               |  | 3 | 3 | 5 | 4½   |
| 28 — 29 | Л. Єрмакова                 | Запоріжжя         | 1               |  | 2 | 4 | 5 | 4    |
| 28 — 29 | Є. Макеєва                  | Рівне             | 1               |  | 3 | 2 | 6 | 4    |
| 30 — 33 | Н. Гройзнер                 | Херсон            | 1               |  | 1 | 5 | 5 | 3½   |
| 30 — 33 | Тамара Дмитрієва            | Тернопіль         | кмс             |  | 2 | 3 | 6 | 3½   |
| 30 — 33 | Ела Карт                    | Львів             | 1               |  | 3 | 1 | 7 | 3½   |
| 30 — 33 | Л. Сухобрус                 | Закарпатська обл. | 1               |  | 1 | 5 | 5 | 3½   |
| 34      | Н. Перкова                  | Кіровоград        | 1               |  | 2 | 0 | 9 | 2    |